# Pierreux
Pierreux est un hameau du village de Xhoris dans la commune de Ferrières en Province de Liège.

## Situation
Pierreux se trouve à l'extrémité nord  de Xhoris et de la commune de Ferrières.
Les rues qui forment Pierreux sont :
- la rue Pierreux
- la route de Comblain (à partir du n° 6)
- l'allée de Fanson (conduisant au château de Fanson)
- le chemin de la Sauvenière

## Description
Pierreux se trouve sur la crête calcaire qui domine la vallée du Boé au nord et le vallon de Bléron au sud. Le lieu tire son nom des nombreuses roches et pierres calcaires présentes dans le sol et le sous-sol. Pierreux marque la limite nord de la région calcaire de la Calestienne.

## Historique
Les premières habitations de Pierreux remontent au début du XXe siècle. Ce hameau est de construction beaucoup plus récente que les quartiers du village de Xhoris (La Vaux, La Grange, Jehoge, Le Mont).
Sur une carte de 1850, le Tilleul de Piereux est mentionné au carrefour de la rue Pierreux et du chemin de la Sauvenière. Plusieurs fours à chaux sont aussi répertoriés.

## Patrimoine
- Une réserve naturelle gérée par l'association 'Le Genévrier' se trouve à l'ouest du hameau. Elle héberge une flore calcicole d'une grande richesse, avec notamment 11 espèces d'orchidées.
- le tilleul des Lognards, mentionné sur la liste du patrimoine immobilier classé de Ferrières, se trouve au sud du hameau, sur le même site que la 'croix Herman' et la 'chapelle Sainte-Barbe'.

## Loisirs
Les terrains de football du club de Xhoris se trouvent à Pierreux .